# Marcenod
Marcenod és un municipi francès situat al departament del Loira i a la regió d'Alvèrnia-Roine-Alps. L'any 2007 tenia 613 habitants.

## Demografia

### Població
El 2007 la població de fet de Marcenod era de 613 persones. Hi havia 219 famílies de les quals 50 eren unipersonals (42 homes vivint sols i 8 dones vivint soles), 50 parelles sense fills, 115 parelles amb fills i 4 famílies monoparentals amb fills.
La població ha evolucionat segons el següent gràfic:
Habitants censats

### Habitatges
El 2007 hi havia 246 habitatges, 214 eren l'habitatge principal de la família, 15 eren segones residències i 17 estaven desocupats. 216 eren cases i 29 eren apartaments. Dels 214 habitatges principals, 172 estaven ocupats pels seus propietaris, 40 estaven llogats i ocupats pels llogaters i 2 estaven cedits a títol gratuït; 1 tenia una cambra, 12 en tenien dues, 31 en tenien tres, 43 en tenien quatre i 127 en tenien cinc o més. 179 habitatges disposaven pel capbaix d'una plaça de pàrquing. A 77 habitatges hi havia un automòbil i a 121 n'hi havia dos o més.

### Piràmide de població
La piràmide de població per edats i sexe el 2009 era:
| Homes | Edats   | Dones |
| ----- | ------- | ----- |
| 0     | 95 o +  | 0     |
| 0     | 90 a 94 | 0     |
| 0     | 85 a 89 | 8     |
| 0     | 80 a 84 | 0     |
| 16    | 75 a 79 | 12    |
| 8     | 70 a 74 | 8     |
| 0     | 65 a 69 | 12    |
| 28    | 60 a 64 | 12    |
| 0     | 55 a 59 | 12    |
| 8     | 50 a 54 | 8     |
| 16    | 45 a 49 | 8     |
| 24    | 40 a 44 | 12    |
| 24    | 35 a 39 | 28    |
| 20    | 30 a 34 | 16    |
| 12    | 25 a 29 | 24    |
| 16    | 20 a 24 | 16    |
| 20    | 15 a 19 | 12    |
| 16    | 10 a 14 | 24    |
| 40    | 5 a 9   | 24    |
| 20    | 0 a 4   | 24    |

## Economia
El 2007 la població en edat de treballar era de 381 persones, 293 eren actives i 88 eren inactives. De les 293 persones actives 280 estaven ocupades (157 homes i 123 dones) i 14 estaven aturades (8 homes i 6 dones). De les 88 persones inactives 28 estaven jubilades, 42 estaven estudiant i 18 estaven classificades com a «altres inactius».

### Ingressos
El 2009 a Marcenod hi havia 221 unitats fiscals que integraven 630 persones, la mediana anual d'ingressos fiscals per persona era de 16.491 €.

### Activitats econòmiques
Dels 17 establiments que hi havia el 2007, 1 era d'una empresa de fabricació d'altres productes industrials, 7 d'empreses de construcció, 2 d'empreses de comerç i reparació d'automòbils, 1 d'una empresa de transport, 1 d'una empresa d'hostatgeria i restauració, 3 d'empreses de serveis, 1 d'una entitat de l'administració pública i 1 d'una empresa classificada com a «altres activitats de serveis».
Dels 8 establiments de servei als particulars que hi havia el 2009, 1 era un paleta, 2 fusteries, 1 lampisteria, 2 electricistes, 1 perruqueria i 1 restaurant.
L'únic establiment comercial que hi havia el 2009 era una fleca.
L'any 2000 a Marcenod hi havia 29 explotacions agrícoles que ocupaven un total de 660 hectàrees.

## Equipaments sanitaris i escolars
El 2009 hi havia una escola elemental.

## Poblacions més properes
El següent diagrama mostra les poblacions més properes.